# Relation d'Euler dans le quadrilatère

La relation d'Euler dans le quadrilatère, découverte par Leonhard Euler en 1748, est une relation entre les longueurs des côtés d'un quadrilatère et celles de ses diagonales. C'est une généralisation de l'égalité du parallélogramme. 

## Énoncé et application
Dans un quadrilatère plan {\displaystyle ABCD} de côtés de longueurs {\displaystyle AB=a,BC=b,CD=c,DA=d}, de diagonales de longueurs {\displaystyle AC=e} et {\displaystyle BD=f},  {\displaystyle g=MN} étant la distance entre les milieux des deux diagonales, la relation d'Euler s'écrit :
On peut démontrer cette relation en utilisant la relation d'Al Kashi dans des triangles formés par les côtés et les diagonales de parallélogrammes auxiliaires.
Le quadrilatère étant un parallélogramme si et seulement si ses diagonales se coupent en leur milieu, autrement dit si et seulement si {\displaystyle g=0}, on obtient le fait qu'un quadrilatère convexe est un parallélogramme si et seulement si la somme des carrés des longueurs de ses côtés est égale à la somme des carrés des longueurs de ses diagonales, ce qui généralise la règle du parallélogramme.

## Généralisation, démonstration vectorielle et application au parallélépipède
La relation ci-dessus est en fait valable pour tout quadruplet {\displaystyle (A,B,C,D)} de points d'un espace affine euclidien, donc éventuellement non coplanaires, en l'écrivant sous la forme : 

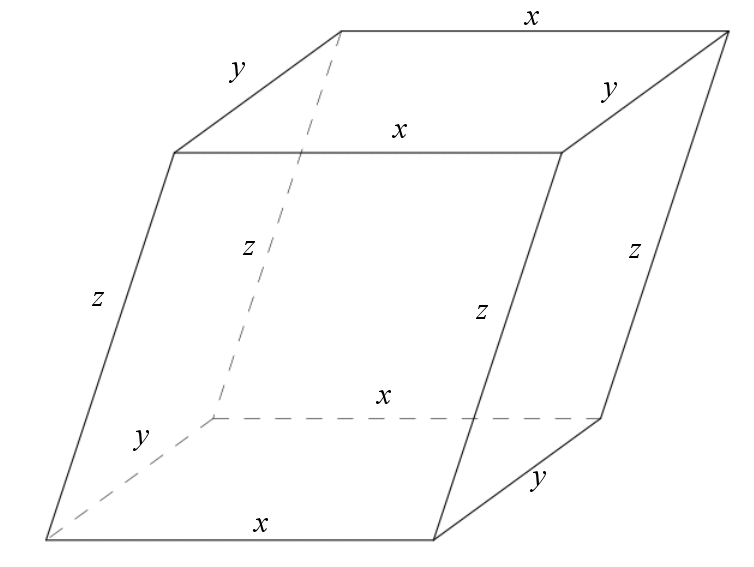

où {\displaystyle M{\text{ et }}N} sont les milieux de {\displaystyle [AC]} et {\displaystyle [BD]}.
Si l'on pose {\displaystyle x={\overrightarrow {AB}},y={\overrightarrow {BC}},z={\overrightarrow {CD}}}, alors {\displaystyle {\overrightarrow {AD}}=x+y+z} et  {\displaystyle 2{\overrightarrow {MN}}={\overrightarrow {OB}}+{\overrightarrow {OD}}-({\overrightarrow {OA}}+{\overrightarrow {OC}})={\overrightarrow {AB}}+{\overrightarrow {CD}}=x+z} ; la relation d'Euler s'écrit donc : 
ce qui se montre facilement en développant ces carrés scalaires.
Ceci montre que pour le parallélépipède construit sur les vecteurs {\displaystyle x,y,z}, la somme des carrés des longueurs des 12 arêtes ( {\displaystyle =4(x^{2}+y^{2}+z^{2})}) est égale à la somme des carrés des longueurs des 12 diagonales de faces ({\displaystyle =4((x+y)^{2}+(y+z)^{2}+(z+x)^{2})} diminuée de la somme des carrés des longueurs des 4 grandes diagonales ({\displaystyle =4(x+y+z)^{2}}).

## Caractérisation des normes euclidiennes
La relation d'Euler s'écrit donc pour trois vecteurs {\displaystyle x,y,z} d'un espace vectoriel euclidien : 
{\displaystyle \lVert x\rVert ^{2}+\lVert y\rVert ^{2}+\lVert z\rVert ^{2}+\lVert x+y+z\rVert ^{2}=\lVert x+y\rVert ^{2}+\lVert y+z\rVert ^{2}+\lVert z+x\rVert ^{2}}.
Maurice Fréchet a démontré que cette relation caractérise les normes euclidiennes (i.e. qui proviennent d'un produit scalaire),.